# Pakaásnovos jezik
Pakaásnovos jezik (ISO 639-3: pav; jaru, oro wari, pacaas-novos, pacahanovo, pakaanova, pakaanovas, uomo, wari), najznačajniji jezik porodice čapakura, kojim govori oko 1 930 ljudi (1998 ISA) u sedam sela na području zapadnobrazilske države Rondônia.

## Vanjske poveznice
- Ethnologue (14th)
- Ethnologue (15th)